# Miracast
Miracast (còn được gọi là phản chiếu màn hình ) là một tiêu chuẩn cho các kết nối không dây từ thiết bị gửi (chẳng hạn như máy tính xách tay, máy tính bảng hoặc điện thoại thông minh) đến thiết bị thu hiển thị (chẳng hạn như TV, màn hình không dây hoặc máy chiếu), được giới thiệu vào năm 2012 bởi liên minh Wi-Fi. Nó có thể được mô tả là "HDMI qua Wi-Fi", thay thế cáp từ thiết bị đến màn hình.